# 埃森 (比利時)
埃森（荷蘭語：Essen，荷蘭語發音：[ˈɛsə(n)] ⓘ）是比利时弗拉芒大區安特衛普省安特衛普區的一个市镇，东北西三面与荷兰接壤，通行荷蘭語，是弗拉芒社群的一部分，面积47.48平方千米，人口19,162人（2020年1月1日）。